# Roue libre
Pour le film franco-ivoirien, voir Roues libres (film).

Roue libre à cliquet.

Roue libre à rouleaux.

Un système mécanique peut fonctionner en roue libre s'il est capable d’interrompre momentanément l’entraînement en rotation d’un organe entraîné qui peut néanmoins continuer de tourner librement.
Ce système peut être utilisé comme un antiretour dans un système de levage, par exemple un treuil ou un cabestan (voir cliquet). 

## Techniques utilisées
Les diverses techniques de roue libre sont :
- à cliquet (par obstacle) ;
- à éléments roulants (par coincement), composants standards ;
- à cames.

Ces ensembles sont disponibles prêts à l'emploi et figurent dans les mêmes catalogues que les roulements à billes.

## Exemples d'emploi

### En mécanique
En mécanique, la roue libre est utilisée dans :
- le pignon de la roue arrière des bicyclettes ;
- le démarreur à ficelle (tondeuses, tronçonneuses, modèles réduits) ;
- le démarreur des moteurs à combustion. La roue libre permet au démarreur de se désolidariser du moteur lorsque le régime du moteur dépasse celui du démarreur, généralement de l'ordre de 400 à 600 tr/min ;
- le rotor principal d'hélicoptère. La roue libre permet de conserver la rotation de rotor en cas de panne moteur, et ainsi de se poser en autorotation ;
- l'embrayage à clabots.

### En horlogerie
En horlogerie la roue libre est utilisée dans :
- le mécanisme de remontage des pendules à poids ;
- le mécanisme de remontage des montres automatiques.

Roues libres en horlogerie
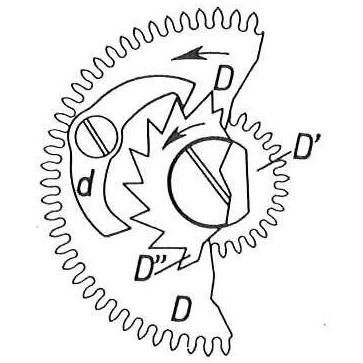
Roue libre à cliquets, sans ressort.
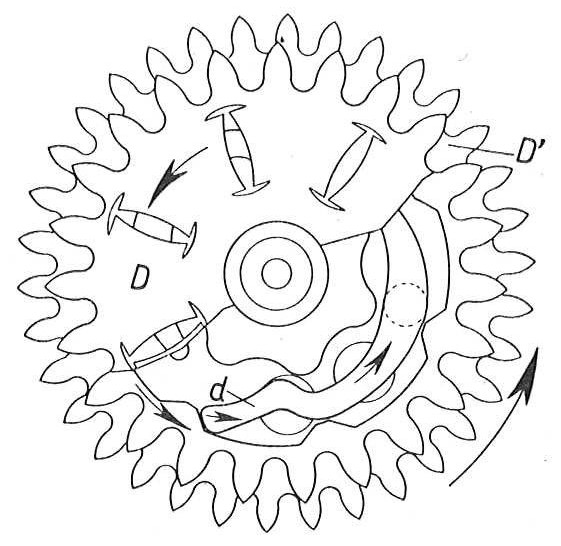
Roue libre à cliquets de type "serpents".
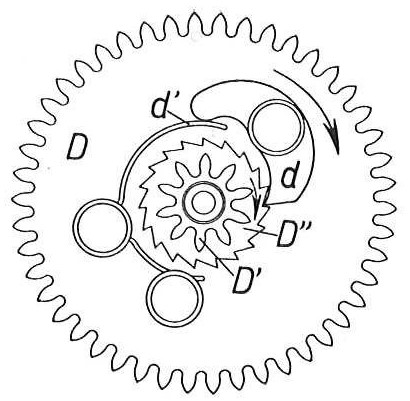
Roue libre à cliquet, avec ressort.

Dans les trois figures ci-dessus, on a la roue porte-cliquet D, qui portes les cliquets d. Ces derniers, selon le sens de rotation, entraînent ou pas la roue-cliquet D″ qui est solidaire de la roue d'entraînement D′.

## Histoire (bicyclette)
Dès 1869, l'Américain William Van Anden (1815-1892) invente ce mécanisme et dépose aux États-Unis un brevet pour les vélocipèdes : il s'agit d'insérer un encliquetage sur le moyeu de la roue avant (qui est la roue entraînée sur les vélocipèdes), ce qui permet au cycliste de poursuivre son élan en s'arrêtant momentanément de pédaler. Mais d'emblée, les amateurs de vélo dédaignent cet accessoire, dans lequel ils voient une sophistication inutile et un risque de pannes accru.
Après ce rendez-vous manqué, la roue libre retomba dans l'oubli pendant trois décennies, jusqu'à ce qu'en 1895 Harmon D. Moise dépose un brevet de bicyclette à transmission par chaîne possédant un système de roue libre sur le moyeu de la roue arrière. En 1897, Ernst Sachs (de) produit et commercialise des moyeux avec roue libre. En 1899, des fabricants autrichiens et américains développent presque simultanément le frein à rétropédalage. Au tournant du siècle, la majorité des fabricants équipent leurs bicyclettes de la roue libre ; mais désormais, le cliquet est enchâssé dans le pignon de la roue arrière.
La roue libre n'est autorisée sur le Tour de France qu'en 1912. Auparavant, les coureurs étaient tenus d'utiliser des moyeux à pignon fixe.